# Janusz Paradowski
Janusz Paradowski (* 10. Dezember 1930 in Warschau; † 31. Januar 2013 ebenda) war ein polnischer Radrennfahrer und nationaler Meister im Radsport.

## Sportliche Laufbahn
Paradowski gewann 1956 die polnische Meisterschaft im Querfeldeinrennen, nachdem er im Vorjahr bereits Zweiter hinter Stanisław Królak geworden war. Auch einen Etappensieg bei der heimischen Polen-Rundfahrt konnte er verbuchen, wie noch viele weitere in den folgenden Jahren (insgesamt acht). 1957 gewann er zwei Etappen, konnte sich aber nicht auf einem der vorderen Plätze im Gesamtklassement platzieren. Auch bei der Ägypten-Rundfahrt holte er einen Tageserfolg. Zwei weitere polnische Meistertitel holte er mit dem Sieg im Mannschaftszeitfahren und im Straßenrennen 1959. Dazu kamen weitere Medaillen in seiner Laufbahn bei den Meisterschaften im Straßenrennen, im Bergfahren, im Mannschaftszeitfahren und im Querfeldeinrennen. 1959 siegte er im Eintagesrennen Puchar Ministra Obrony Narodowej.
Dreimal startete er für Polen bei den UCI-Straßen-Weltmeisterschaften, 1957 hatte er mit dem 59. Rang sein bestes Ergebnis. Die Internationale Friedensfahrt fuhr er 1957 und wurde dabei 40.